# Carlos Augusto
Carlos Augusto Zopolato Neves (Campinas, 7 de janeiro de 1999) é um futebolista brasileiro que atua como lateral-esquerdo ou zagueiro. Atualmente joga na Internazionale.

## Carreira

### Corinthians
Carlos Augusto iniciou sua carreira aos 12 anos no Corinthians. Fez parte do elenco da Copa São Paulo de Futebol Júnior de 2017 que terminou campeão.
Vindo das categorias de base, Carlos Augusto estreou profissionalmente pelo Corinthians em um amistoso contra o Grêmio, no dia 8 de julho de 2018. Estreou oficialmente como titular no dia 4 de agosto, contra o Athletico Paranaense. Carlos disputou 32 jogos oficiais pelo Corinthians, marcando um gol. Também conquistou duas vezes o Campeonato Paulista: em 2018 e 2019.

### Monza

#### 2020–21

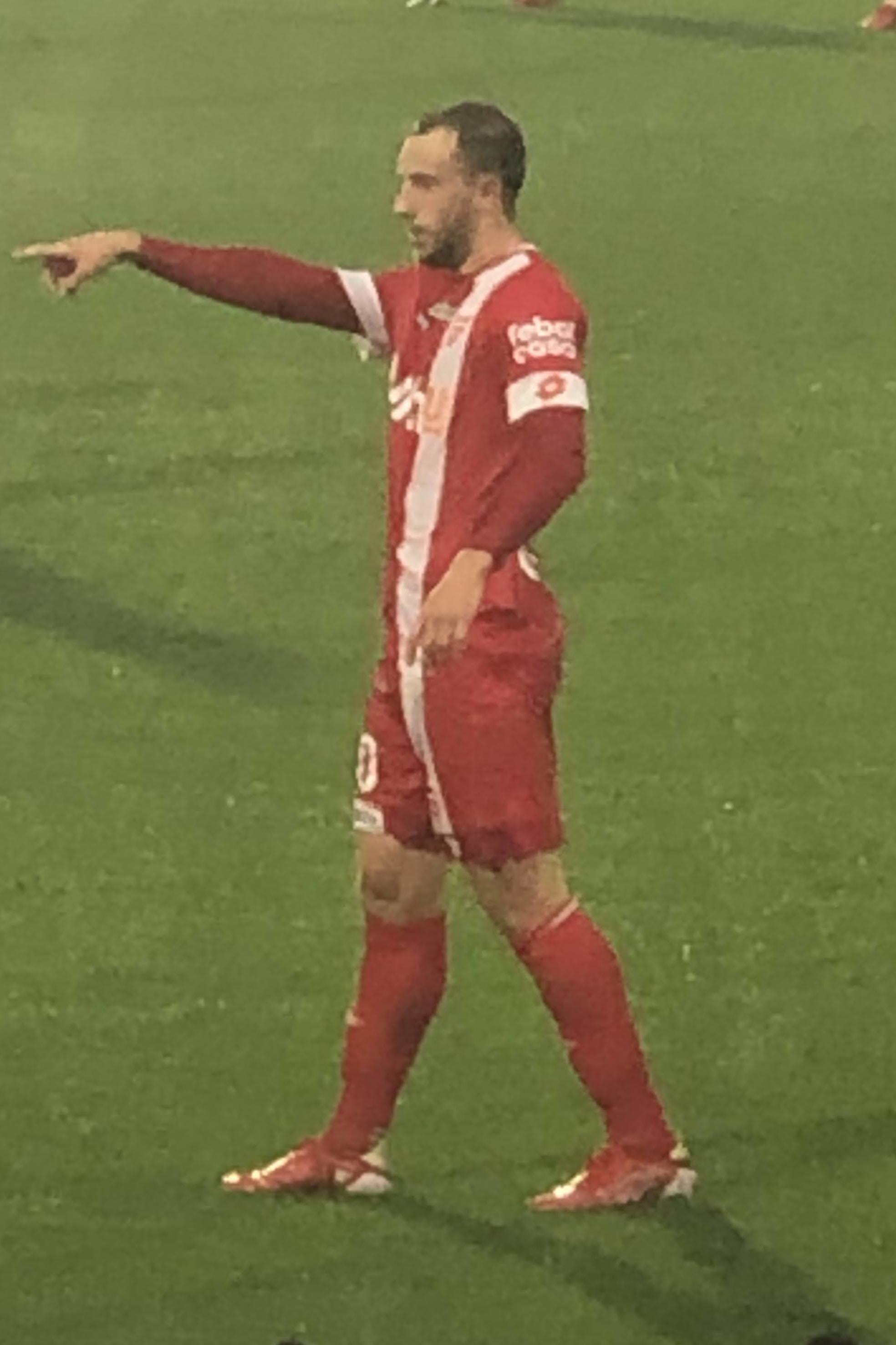
Carlos pelo Monza em 2021.

Em 28 de agosto de 2020, Carlos Augusto foi vendido ao Monza, recém-promovido time da Serie B Italiana. Ele marcou seu primeiro gol em 12 de dezembro de 2020, na vitória por 2 a 0 sobre o Venezia, fora de casa.
Ele tornou-se o defensor mais jovem na temporada 2020–21 a marcar um gol de longo alcance. Carlos marcou seu segundo gol no dia 22 de dezembro, na vitória por 2–0 em casa contra o Ascoli. Carlos foi indicado para a Seleção da Temporada da Serie B, terminando a temporada com três gols e duas assistências.
Na campanha, o clube italiano não conseguiu o acesso direto por ficar uma abaixo da vaga de acesso imediato à Série A. Com a terceira colocação, o Monza tivera de disputar um play-off para buscar espaço na Elite Italiana. Apesar do brasileiro ter dado duas assistências para o clube derrotar o Cittadella no jogo de volt por 2–0, o jogo de ida foi uma desfavorável partida que culminou em um placar de 3–0 aos adversários. Desse modo, com o agregado em 3–2, os companheiros de Carlos não puderam rumar à final da Repescagem e teriam de jogar a segunda divisão novamente na próxima época.

#### 2021–22
Carlos Augusto começou a temporada 2021–22 marcando contra o Cittadella, no dia 14 de agosto de 2021, em jogo válido pela 1ª rodada da Copa da Itália; o jogador, no entanto, não conseguiu impedir a derrota por 2–1.

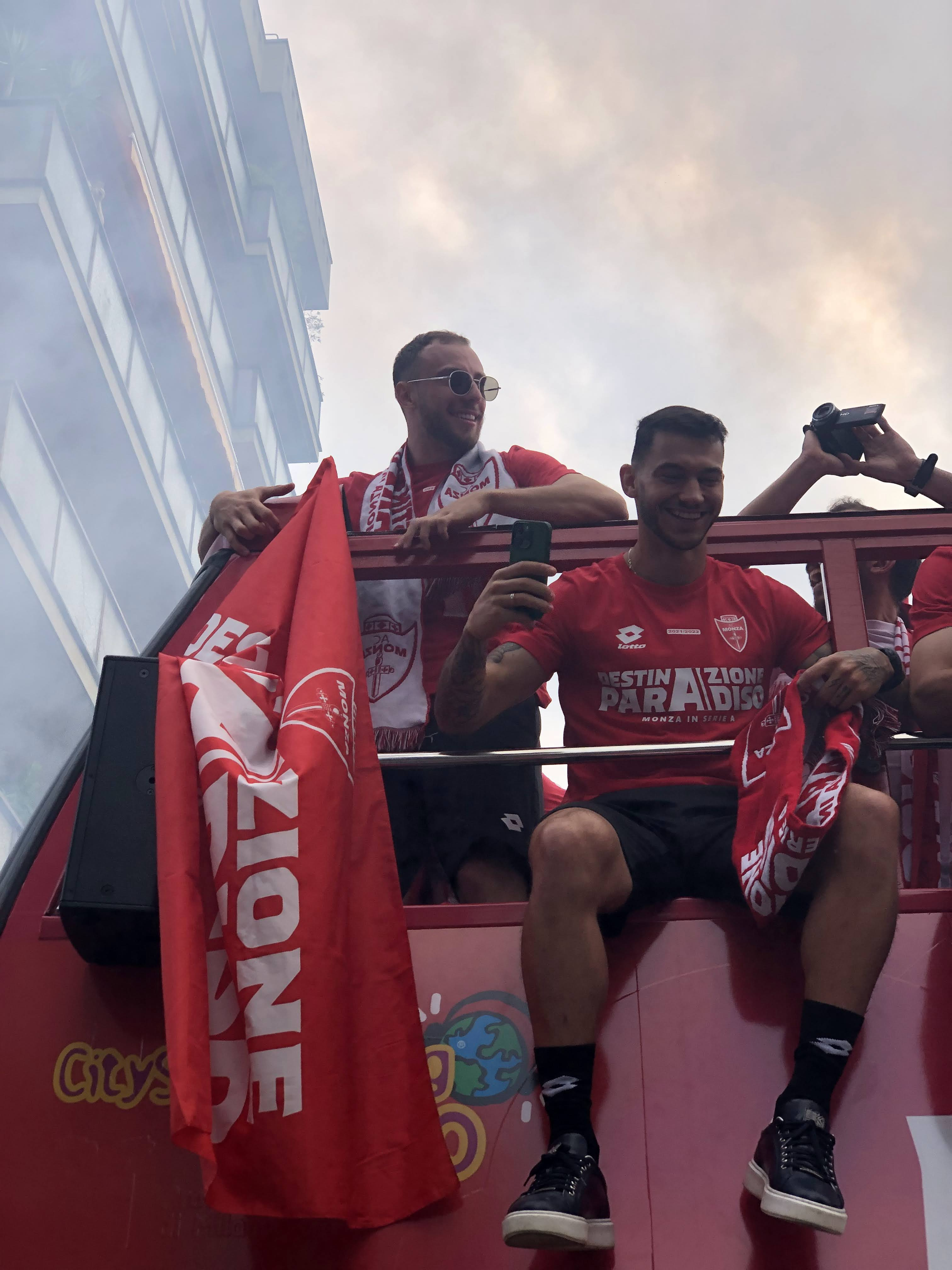
Carlos comemorando o acesso à Série A com seus companheiros.

Continuando na Série B, Carlos foi uma peça constante na campanha da equipe italiana. O jogador era utilizado com frequência e formou uma sólida defesa com os demais companheiros ajudando o clube a garantir-se na 4ª colocação com 67 pontos – quatro a menos que o líder Lecce. Augusto ajudou a equipe a conquistar quatro pontos com seus tentos. O primeiro em um empate em 1–1 contra o SPAL na 3ª rodada e o último na vitória por 3–2 contra o Frosinone na 17ª.
Com uma nova vaga aos play-offs de acesso, Augusto foi novamente uma peça importante no trajeto que, dessa vez, levou a equipe até a decisão da Repescagem. Enfrentando o Pisa no jogo que valia um espaço na Elite Italiana, o brasileiro viu a equipe adversária empatar a partida no jogo de volta, levando-os à prorrogação, mas comemorou a vitória após um placar de 3–2 conquistado aos 120 minutos – aos quais ele jogou todos. Dessa forma, a equipe conseguiu, enfim, uma vaga na Série A pela primeira vez em sua história.

#### 2022–23
Carlos fez sua estreia na temporada 2022–23 em 13 de agosto de 2022, sendo titular na derrota por 2–1 para o Torino, válida pela Serie A. Ele marcou seu primeiro gol na competição no dia 9 de outubro, na vitória em casa por 2 a 0 contra o Spezia. O lateral-esquerdo terminou a temporada com seis gols marcados e cinco assistências distribuídas.
Apesar da equipe modesta em sua primeira experiência na Primeira Divisão, Carlos e o Monza tiveram uma época que superou expectativas. A equipe solidificou-se na tabela, ficando com a 11ª posição, e conseguiu estar a frente de tradicionais equipes como a Sampdoria, Udinese e Sassuolo. O brasileiro tivera uma campanha singular, o que chamou atenção de outros times europeus e decidiu por deixar o Monza ao fim da temporada após 107 partidas 12 gols e 11 assistências.

### Internazionale
Em 15 de agosto de 2023, Carlos Augusto foi emprestado a Internazionale com opção e obrigação condicional de compra.
E sua primeira temporada, estreou jogando justamente contra sua ex-equipe em uma vitória por 2–0 na primeira rodada da Série A. Assumindo uma posição mais avançada nos jogos pela Internazionale, jogando essencialmente de ala pela esquerda, o brasileiro foi discreto em participações em gols, pois fizera apenas três em todos os jogos de Campeonato Italiano – todas contra o mesmo time em dois turnos diferentes –, mas entrou nos gramados em 37 rodadas – ausentando-se apenas uma vez por lesão – sob o comando de Simone Inzaghi. Suas boas performances levaram Fernando Diniz a convocá-lo à Seleção Brasileira pela primeira vez na carreira de Augusto, ademais, vencera também a Liga Italiana e a Supercopa da Itália na mesma época.
Seu único gol na temporada aconteceu na derrota por 2–1 contra o Bologna nas oitavas de final da Coppa Itália. Posteriormente, o brasileiro ainda disputara jogos com a Inter pela Liga dos Campeões, mas viu os italianos serem eliminados pelo Atlético de Madrid, na mesma Fase, na única partida que ele ficou ausente.

## Seleção Nacional

### Sub-20
No dia 13 de dezembro de 2018, Carlos foi convocado para a Seleção Brasileira Sub-20 para o Campeonato Sul-Americano Sub-20 de 2019.

### Principal
Carlos Augusto foi convocado pela primeira vez para seleção principal em 6 de outubro de 2023, na vaga do cortado Renan Lodi, para jogos das  eliminatórias sul-americanas contra Venezuela, no dia 12 de outubro, na Arena Pantanal, e depois em Montevidéu contra o Uruguai, no dia 17.

## Estilo de jogo
De origem um lateral-esquerdo, Carlos também é capaz de jogar como zagueiro tanto na defesa composta por quatro defensores, como na composta por três. Suas principais características são sua alta elevação e sua habilidade defensiva. Apesar das suas capacidades defensivas, o jogador possui boas qualidades ofensivas, principalmente no cruzamento. Ele já foi descrito como "ideal para o futebol italiano".

## Vida pessoal
Carlos possui passaporte italiano dos bisavós. Ele é carinhosamente apelidado de "l'Imperatore" (o Imperador) pelos fãs de Monza, em referência ao imperador romano Augusto.

## Estatísticas

### Clubes
Atualizadas até 3 de outubro de 2023
| Clube          | Temporada | Campeonato | Campeonato | Campeonato | Campeonato estadual | Campeonato estadual | Copa nacional | Copa nacional | Continental | Continental | Outros | Outros | Total | Total |
| Clube          | Temporada | Divisão    | Jogos      | Gols       | Apps                | Goals               | Apps          | Goals         | Apps        | Goals       | Apps   | Goals  | Apps  | Goals |
| -------------- | --------- | ---------- | ---------- | ---------- | ------------------- | ------------------- | ------------- | ------------- | ----------- | ----------- | ------ | ------ | ----- | ----- |
| Corinthians    | 2018      | Série A    | 7          | 0          | 0                   | 0                   | 0             | 0             | 1           | 0           | —      | —      | 8     | 0     |
| Corinthians    | 2019      | Série A    | 15         | 1          | 2                   | 0                   | 2             | 0             | 2           | 0           | —      | —      | 21    | 1     |
| Corinthians    | 2020      | Série A    | 0          | 0          | 8                   | 0                   | 0             | 0             | 0           | 0           | —      | —      | 3     | 0     |
| Corinthians    | Total     | Total      | 22         | 1          | 10                  | 0                   | 2             | 0             | 3           | 0           | 0      | 0      | 37    | 1     |
| Monza          | 2020–21   | Serie B    | 30         | 3          | —                   | —                   | 1             | 0             | —           | —           | 2      | 0      | 33    | 3     |
| Monza          | 2021–22   | Serie B    | 32         | 2          | —                   | —                   | 1             | 1             | —           | —           | 4      | 0      | 37    | 3     |
| Monza          | 2022–23   | Serie A    | 35         | 6          | —                   | —                   | 2             | 0             | —           | —           | —      | —      | 37    | 6     |
| Monza          | Total     | Total      | 97         | 11         | 0                   | 0                   | 4             | 1             | 0           | 0           | 6      | 0      | 107   | 12    |
| Internazionale | 2023–24   | Serie A    | 7          | 0          | —                   | —                   | 0             | 0             | 2           | 0           | 0      | 0      | 9     | 0     |
| Total          | Total     | Total      | 126        | 12         | 10                  | 0                   | 6             | 1             | 5           | 0           | 6      | 0      | 153   | 13    |

1. ↑  Jogos do Campeonato Paulista
2. ↑  Jogos da Copa do Brasil e Copa da Itália
3. 1 2  Jogos(s) da Copa Sul-Americana
4. 1 2  Jogos da Serie B

## Títulos
Corinthians Sub-20
- Copa São Paulo de Futebol Júnior: 2017[carece de fontes?]

Corinthians
- Campeonato Paulista: 2018 e 2019[carece de fontes?]

Internazionale
- Supercopa da Itália: 2023[carece de fontes?]
- Campeonato Italiano – Série A: 2023–24[carece de fontes?]

### Prêmios individuais
- Equipe da temporada da Serie B: 2020–21[8]